# Центральная библиотека Словацкой академии наук
Центральная библиотека Словацкой академии наук (словац. Ústredná knižnica Slovenskej akadémie vied) — научная библиотека, главная библиотека Словацкой академии наук, центральная библиотека библиотечно-информационной сети Словацкой академии наук, её специализированный филиал. Является бюджетной организацией. Нынешнее название носит с 1954 года.
Библиотечный фонд составляют книги, периодические издания и прочая документация по всем научным дисциплинам и языковым областям, энциклопедическая литература, литература междисциплинарной направленности, вузовские учебники, научные работы, изданные Словацкой академией наук, а также художественная литература. В конце 2013 года в коллекцию библиотеки входила 558 991 единица хранения. У библиотеки было 4640 зарегистрированных пользователей, 72 315 посетителей, на руки выдавалось 50 562 единиц материала. Адрес библиотеки: 81467, Братислава, улица Клеменсова, д.19.

## История
Свое нынешнее название библиотека носит с апреля 1954 года. В её ведении находятся фонды библиотек, основанных ранее: Библиотека Словацкой академии наук и искусств (1942—1953), Библиотека словацкого научного общества (1938—1942), Библиотека научного общества Шафарика (1926—1928), а также Лицейская библиотека (библиотека Евангелического лицея, фонды с начала XVII века. Также в ведении библиотеки находятся: фонд основанного в 1856 году Братиславского общества природоведов и врачей (частично), фонд бывшего Братиславского венгерского общества по вопросам науки, литературы и искусства, фонд бывшей Библиотеки Словацкого национального совета и Библиотеки бывшего Чехословацко-советского института В 1953 году была учреждена Словацкая академия наук, в которую были переданы фонды существовавшей ранее главной библиотеки Словацкой академии науки и искусства в объёме 70 000 единиц. Библиотека с 1954 года носит наименование: Центральная библиотека Словацкой академии наук".

## Библиотечный фонд
Центральная библиотека Словацкой академии наук с 1947 года обладает правом на получение одного обязательного экземпляра книг, изданных на территории Словакии, до 1992 года — на территории Чехословакии. Библиотека обменивается изданиями с Академией наук Чешской Республики. Библиотека подписана на более 800 периодических публикаций, из них 200 иностранных. С 1994 года в библиотеку передаются публикации Всемирного банка, а с 2001 года — публикации Международного валютного фонда. В библиотеке также хранится коллекция исторических книг и рукописей XVI—XIX веков. В исторический фонд входит и коллекция Лицейской библиотеки Братиславы. В библиотеке несколько читальных залов и складов. В 1984 году в библиотеке хранилось 1,7 млн библиографических единиц материала.
В 2013 году библиотека получила 6 678 новых единиц книг и 889 наименований периодических изданий из других городов.

## Услуги
Библиотека предоставляет услуги по выдаче фондового материала в течение 55 часов в неделю (250 дней в году — сведения 2013 года). Для научных сотрудников Словацкой академии наук в дополнение к основным услугам предоставлялись и специальные услуги, например, международная межбиблиотечная услуга по выдаче материала, долгосрочная выдача материала, возможность использования внешних электронных информационных ресурсов, распределение периодических изданий, полученных в ходе международного обмена, услуги по поиску материала, методические и образовательные услуги и консультации.